# 45–89
45–89 – album Kultu, wydany w 1991 roku. Piosenka tytułowa nawiązywała do upadku komunizmu w Polsce i powstała z sampli oraz fragmentów przemówień partyjnych dygnitarzy. Został do niej nakręcony klip oraz wydany promocyjny split singiel na 7" winylu. Część materiału jest śpiewana po angielsku, co nie wpłynęło korzystnie na odbiór płyty. W 1998 ukazały się wznowienia (CD i kaset) wydane przez S.P. Records.

## Lista utworów
1. „45–89” (K. Staszewski / Kult) – 5:34
2. „Komuna mentalna” (K. Staszewski / Kult) – 4:51
3. „Studenci” (K. Staszewski / Kult) – 3:53
4. „Wysłannik” (K. Staszewski / Kult) – 5:31
5. „Totalna militaryzacja” (K. Staszewski / Kult) – 2:51
6. „Angelo Jacopucci” (K. Staszewski / Kult) – 4:45
7. „Brasil” (K. Staszewski / Kult) – 2:49
8. „Your Eyes” (K. Staszewski / Kult) – 3:34
9. „U Wish U Were” (K. Staszewski / Kult) – 3:39

## Wykonawcy
- Kazik Staszewski – sample, saksofon, śpiew
- Janusz Grudziński – instrumenty klawiszowe, gitara
- Ireneusz Wereński – gitara basowa
- Piotr Morawiec – gitara
- Mariusz Majewski – perkusja

oraz gościnnie:
- Sławomir Pietrzak – gitary